# CDBurnerXP
CDBurnerXP est un logiciel de gravure gratuit.

## Description
Il permet la gravure de CD, de DVD, de Blu-Ray et de HD DVD compatible avec la plupart des graveurs.
Il permet également, la création et la gravure d'une image ISO. Tout le monde, ainsi que les entreprises, peut l'utiliser gratuitement. Le logiciel CDBurnerXP comporte des éléments publiciels mais pas de composant malveillant. Toutefois, tant que le code source ne sera pas accessible librement, il n'est pas possible d'être affirmatif. En cas de doute, on peut télécharger une version portable sans ce publiciel OpenCandy en cliquant sur le lien "Plus d'options de téléchargement" du site officiel.

### Fonctionnalités
Principales fonctionnalités :
- Gravure de tous les types de médias
- CD audio avec ou sans vide entre les pistes
- Création et gravure de fichiers ISO
- Vérification des données après la gravure
- Création de disques bootables
- Interface en plusieurs langues
- Conversion des bin/nrg → ISO
- Impression de jaquettes